# Одранці (община)
Община Одранці (словен. Občina Odranci) — одна з общин Словенії. Адміністративним центром і єдиним населеним пунктом общини є місто Одранці.

## Населення
У 2011 році в общині проживало 1684 осіб, 844 чоловіків і 840 жінок. Чисельність економічно активного населення (за місцем проживання), 694 осіб. Середня щомісячна чиста заробітна плата одного працівника (EUR), 754,82 (в середньому по Словенії 987.39). Приблизно кожен другий житель у громаді має автомобіль (45 автомобілі на 100 жителів). Середній вік жителів склав 40,4 роки (в середньому по Словенії 41.8). 